# Stanisław Liwszyc
Stanisław Liwszyc (ur. 5 grudnia 1893, zm. 25 września 1957) – polski lekarz, wykładowca Akademii Medycznej w Krakowie.
W latach 1912–1921 studiował na Wydziale Lekarskim Uniwersytetu Jagiellońskiego. Po uzyskaniu dyplomu pracował w szpitalu św. Łazarza na Oddziale Wewnętrznym. W latach 1927–1928 pracował w Sanatorium Chorób Płucnych w Bystrej. W 1928 przez kilka miesięcy był stażystą na oddziałach chorób wewnętrznych klinik w Wiedniu. W latach 1929–1933 ordynator Oddziału Chorób Wewnętrznych Okręgowego Związku Kas Chorych w Krakowie – równocześnie kierownik seminarium Medycyny Praktycznej przy Związku Lekarzy Medycyny Praktycznej. Założyciel i członek prezydium Związku Lekarsko-Społecznego (1926). Należał również do Związku Lekarzy Państwa Polskiego, Sądu Dyscyplinarnego przy Izbie Lekarskiej oraz partii politycznej Bund i Międzynarodowej organizacji Pomocy Rewolucjonistom. Pełnił funkcję wiceprzewodniczącego Sekcji lekarzy przy Centralnym Komitecie Wykonawczym Polskiej Partii Socjalistycznej i przewodniczącego koła lekarzy specjalistów przy tej partii. 
Po wybuchu II wojny światowej pełnił funkcję ordynatora Stacji Sercowo-Reumatycznej we Lwowie oraz kierował Wydziałem Lecznictwa przy Komitecie Pomocy Uchodźcom. Po zajęciu Lwowa przez Niemców należał do Wydziału Inteligencji lewicowego odłamu PPS. W sierpniu 1942 pod nazwiskiem Witold Tomasik wyjechał do Warszawy. Ukrywając się we wsiach podwarszawskich, prowadził tajne nauczanie dzieci oraz tajne kursy medycyny społecznej przy Sekcji Akademickiej Młodzieży Socjalistycznej. Należał do Rady Pomocy Żydom, był również lekarzem Komendy Głównej Milicji Robotniczej Komendy Głównej PPS na Śródmieście Południe podczas powstania warszawskiego.
Po zakończeniu II wojny światowej pracował w lecznictwie uspołecznionym. Od 1948 członek PZPR. W 1952 uzyskał stopień doktora habilitowanego na podstawie rozprawy Rola czynników nerwowo-wegetatywnych w patogenezie chorób płuc. W wyniku ciężkiej choroby odszedł w 1953 z lecznictwa uspołecznionego i rozpoczął wykłady na Akademii Medycznej w Krakowie – z zakresu propedeutyki medycznej na pierwszym roku nauki. Od 1956 piastował funkcję profesora nadzwyczajnego przy katedrze III Kliniki Chorób Wewnętrznych. Był autorem ponad 30 prac naukowych.
Został pochowany w alei zasłużonych krakowskiego cmentarza Rakowickiego (kwatera LXVII-płd. 2-7).

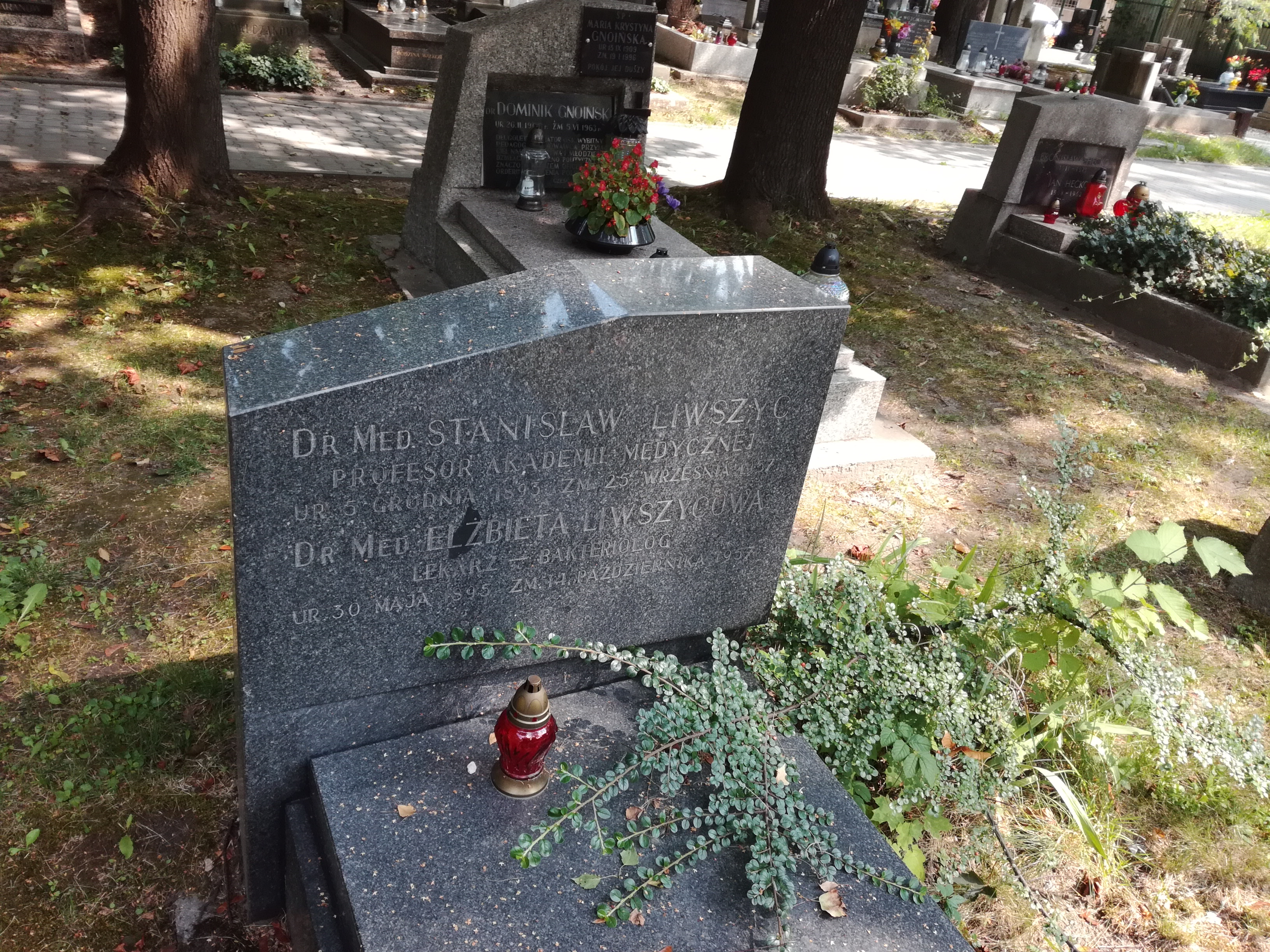
Grób profesora Stanisława Liwszyca na cmentarzu Rakowickim w Krakowie

## Ważniejsze publikacje
- Przewlekłe stany gorączkowe i podgorączkowe (1949)
- Nowe drogi w endokrynologii (1952)
- Niedodma płuc w świetle nowych poglądów (1953)
- O tzw. zespole podrażnienia nerwowego, czyli o zespole Reyilly’ego (1955)
- Choroby zakaźne a układ wegetatywno-nerwowy w świetle nowych badań (1955)